# Sapwaturrahman
Sapwaturrahman (* 13. Mai 1994) ist ein indonesischer Leichtathlet, der im Weit- und Dreisprung an den Start geht und früher als Sprinter aktiv war.

## Sportliche Laufbahn
Erste internationale Erfahrungen sammelte Sapwaturrahman bei den Jugendweltmeisterschaften 2011 nahe Lille, bei denen er im 100-Meter-Lauf bis in das Halbfinale gelangte und über 200 Meter mit 22,13 s im Vorlauf ausschied. Im Jahr darauf gelangte er bei den Hallenasienmeisterschaften in Hangzhou über 60 Meter ebenfalls in das Halbfinale, in dem er mit neuem Landesrekord von 6,73 s ausschied. Ebenfalls im Halbfinale schied er bei den Juniorenasienmeisterschaften in Colombo über 100 Meter aus. 2013 nahm er über diese Distanz an den Weltmeisterschaften in Moskau teil und erreichte dort die Vorrunde. Anschließend wurde er bei den Südostasienspielen in Naypyidaw in 10,65 s Vierter über 100 Meter. 2015 wurde er dann bei den Südostasienspielen in Singapur in 21,74 s Achter über 200 Meter. 2018 nahm er im Weitsprung an den Asienspielen in Jakarta teil und gewann dort mit neuem Landesrekord von 8,09 m die Bronzemedaille hinter den beiden Chinesen Wang Jianan und Zhang Yaoguang. Bei den Asienmeisterschaften 2019 in Doha gelang ihm im Finale kein gültiger Versuch. Anfang Dezember siegte er bei den Südostasienspielen in Capas mit neuem Spielrekord von 8,03 m im Weitsprung und mit neuem Landesrekord von 16,21 m gewann er im Dreisprung die Bronzemedaille hinter dem Malaysier Muhammad Hakimi Ismail und Mark Harry Diones von den Philippinen. 2022 gewann er dann bei den Südostasienspielen in Hanoi mit 7,61 m die Bronzemedaille hinter dem Vietnamesen Nguyễn Tiến Trọng und Janry Ubas von den Philippinen. Zudem belegte er mit 15,55 m den sechsten Platz im Dreisprung. Im Jahr darauf gewann er mit 7,62 m bei den Südostasienspielen in Phnom Penh erneut die Bronzemedaille hinter Ubas und Nguyễn und wurde im Dreisprung mit 14,75 m Neunter.
In den Jahren 2010, 2017 und 2019 wurde Sapwaturrahman indonesischer Meister im Weitsprung sowie 2011 und 2013 im 200-Meter-Lauf.

## Persönliche Bestleistungen
- 100 Meter: 10,48 s (+1,8 m/s), 7. September 2013 in Jakarta
  - 60 Meter (Halle): 6,73 s, 18. Februar 2012 in Hangzhou
- 200 Meter: 21,36 s (+1,0 m/s), 4. September 2013 in Jakarta
- Weitsprung: 8,09 m (0,0 m/s), 26. August 2018 in Jakarta (indonesischer Rekord)
- Dreisprung: 16,21 m, 10. Dezember 2019 in Capas (indonesischer Rekord)